# Bozner Nachrichten

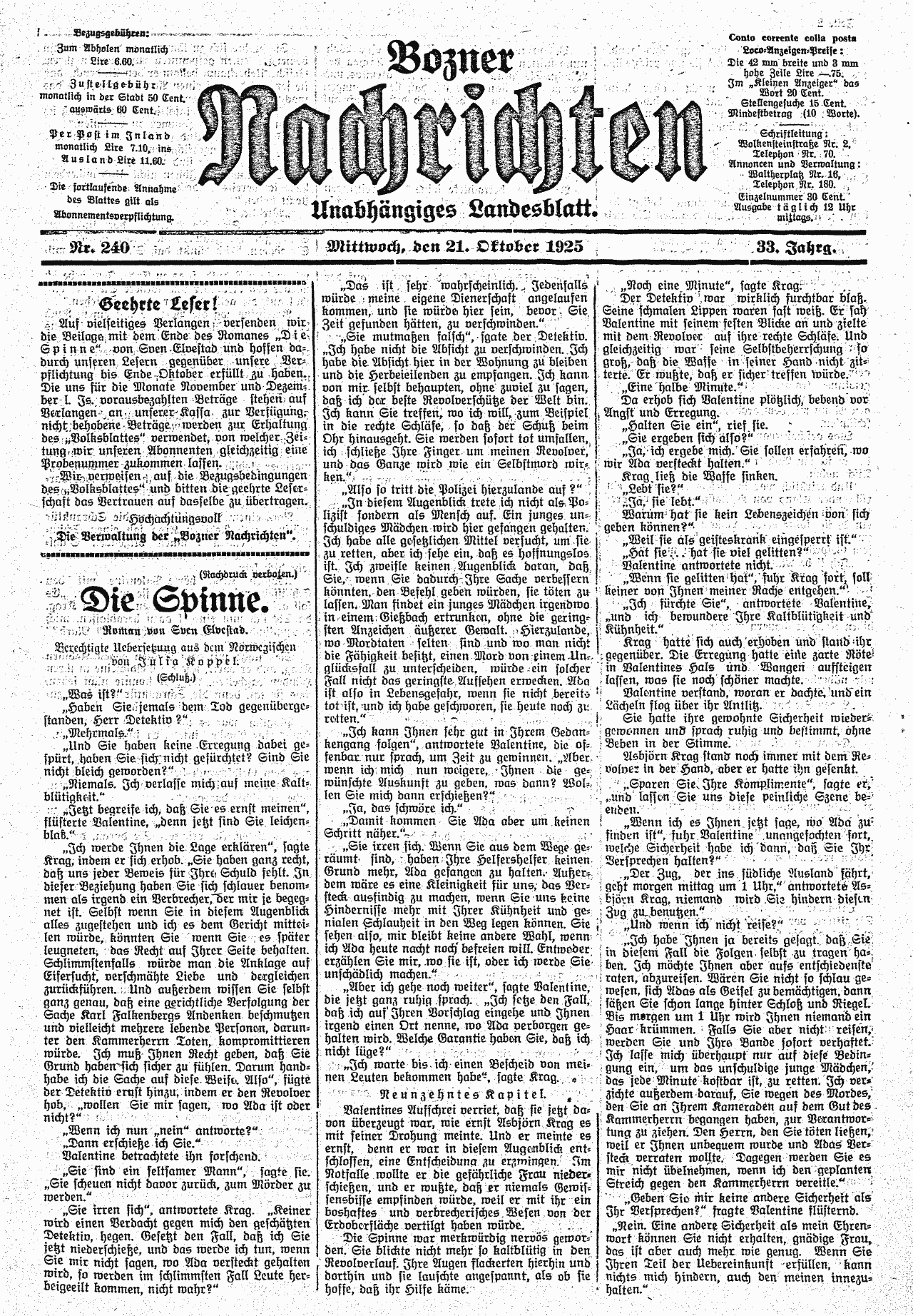
Ultimo numero delle Bozner Nachrichten, uscito il 21 ottobre 1925

Il Bozner Nachrichten fu un quotidiano di lingua tedesca pubblicato a Bolzano dal 1894 al 1925, di orientamento liberal-nazionalista.

## Storia
Il Bozner Nachrichten (lett. "Notizie bolzanine"), nacque come giornale concorrente del Bozner Zeitung, la quale era di proprietà di una casa editrice di Innsbruck. In poco tempo si affermò come quotidiano preferito della borghesia di Bolzano.
Il quotidiano si distinse per un liberalismo moderato, ed era politicamente vicino a Julius Perathoner, maggior esponente politico della città sudtirolese, della quale fu sindaco dal 1895 al 1922. L'affiliazione con Perathoner arrivò al punto tale che il giornale era popolarmente chiamato il "foglio del sindaco".
Per la linea editoriale che caratterizzò il Tirolo del XIX secolo, duro fu lo scontro tra la borghesia liberale e la maggioranza cattolico-conservatrice, costituita dal clero, dalla nobiltà e dal ceto agrario.
Nel 1925, a seguito dell'instaurazione del regime fascista in Italia – a cui era passata nel 1919 la giurisdizione sull'intera provincia di Bolzano – che mise fuori legge la stampa in lingua tedesca e la libertà d'espressione, il Bozner Nachrichten cessò le pubblicazioni.